# حيود النيوترونات

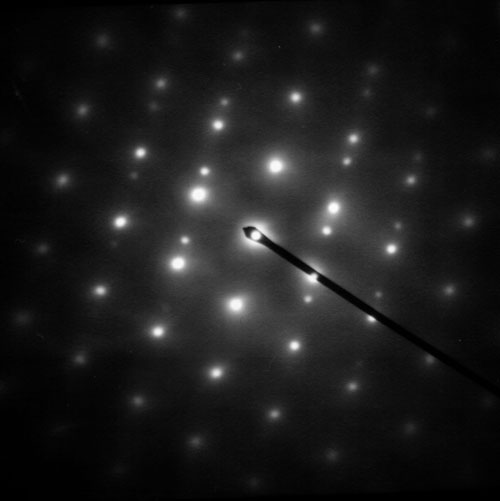
صورة الحيود على الحديد.

حيود النيوترونات (بالإنجليزية: Neutron diffraction)‏ هو انكسار منظم لموجات النيوترونات عند تخللها البلورات. وينشأ عن ذلك الانكسار أن شعاع النيوترونات الساقط يتشتت بعد الخروج منها معطيا توزيعا منتظما يدل على البناء البلوري (المنتظم) للمادة لصلبة . وقد يكون البناء البلوري مكعبا كما في الحديد والنحاس والذهب والفضة ، أو سداسيا كما في الجرافيت .
ويستخدم حيود النيوترونات لغرض تعيين توزيع الذرات في المادة الصلبة أو تعيين البناء المغناطيسي لها إذا كانت مادة مغناطيسية.
ونعرف عن حيود موجات الأشعة السينية المسمى بحيود براج ، أن الأشعة السينية الساقطة على بلورة من اتجاه معين تنتشر طبقا لشكل منتظم بعد خروجها من البلورة. وتحدث ظاهرة الحيود عندما تقارب موجة أشعة إكس المسافات بين الذرات في المادة.

## شروط حدوث الحيود

Bragg diffraction

يحدث حيود النيوترونات عندما يكون طول موجة النيوترونات مماثلا لأبعاد الذرات في البلورة ، حيث تنعكس الموجات من طبقات مشغولة بالذرات ، وتتداخل تداخلا بناء طبقا لقانون براج.
ففي البلورة تنعكس الموجات الساقطة على عدة طبقات تنفصل عن بعضها بنفس المسافة d كما في الرسم . وعندما تتداخل الموجات المنعكسة تداخلا بناء ، يظل الطور بينهم ثابتا حيث أن مسار كل موجة يساوي عددا صحيحا n لطول الموجة λ. ويخضع فارق المسار بين موجتين تتداخلا تداخلا بناء إلى العلاقة :
{\displaystyle 2d\sin \theta } = λn
حيث θ هي زاوية الانعكاس .

## اقرأ أيضا
- مقطع نووي
- حيود براج
- حيود الإلكترونات
- مثنوية جسيم-موجة
- قانون براج
- تداخل
- حيود